# Ablabera pellucida
Ablabera pellucida är en skalbaggsart som beskrevs av Hermann Burmeister 1855. Ablabera pellucida ingår i släktet Ablabera och familjen Melolonthidae. Inga underarter finns listade i Catalogue of Life.